# Aeroporto di Gondar
L'Aeroporto di Gondar (IATA: GDQ, ICAO: HAGN), noto anche come Atse Tewodros Airport, è un aeroporto che serve Gondar, una città nella Regione degli Amara in Etiopia. L'aeroporto si trova a 18 km a sud di Gondar.
L'aeroporto prende il nome dall'Imperatore d'Etiopia (Atse) Teodoro II d'Etiopia.

## Storia
Nel settembre 1938 era sede della 13ª Squadriglia della Regia Aeronautica nell'ambito dell'Africa Orientale Italiana.
Al 10 giugno 1940 era sede del XXVI Gruppo Bombardamento Terrestre con l'11ª Squadriglia.

## Strutture
L'aeroporto di Gondar è dislocato ad un'altezza di 1.994 metri sopra il livello del mare. Ha una pista con una superficie di asfalto che misura 2.700 per 45 metri.